# Ameroseius corbiculus
Ameroseius corbiculus es una especie de ácaro del género Ameroseius, familia Ameroseiidae. Fue descrita científicamente por Sowerby en 1806.
Esta especie habita en Alemania, Suecia, Canadá, Países Bajos, Finlandia, Polonia, Estonia, Francia y Kazajistán.